# Jerzy Stachurski

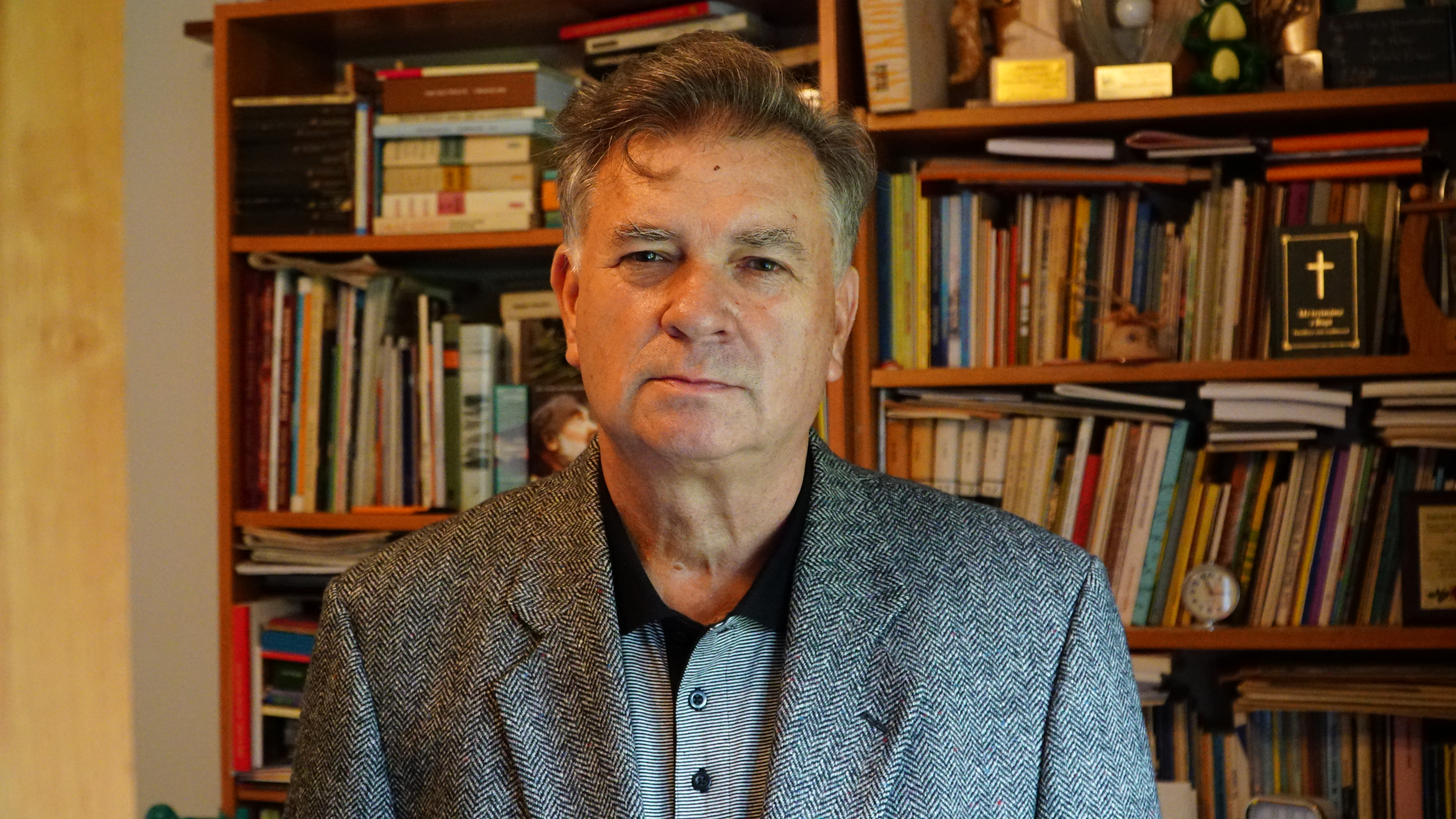
Jerzy Stachurski w swojej oazie spokoju

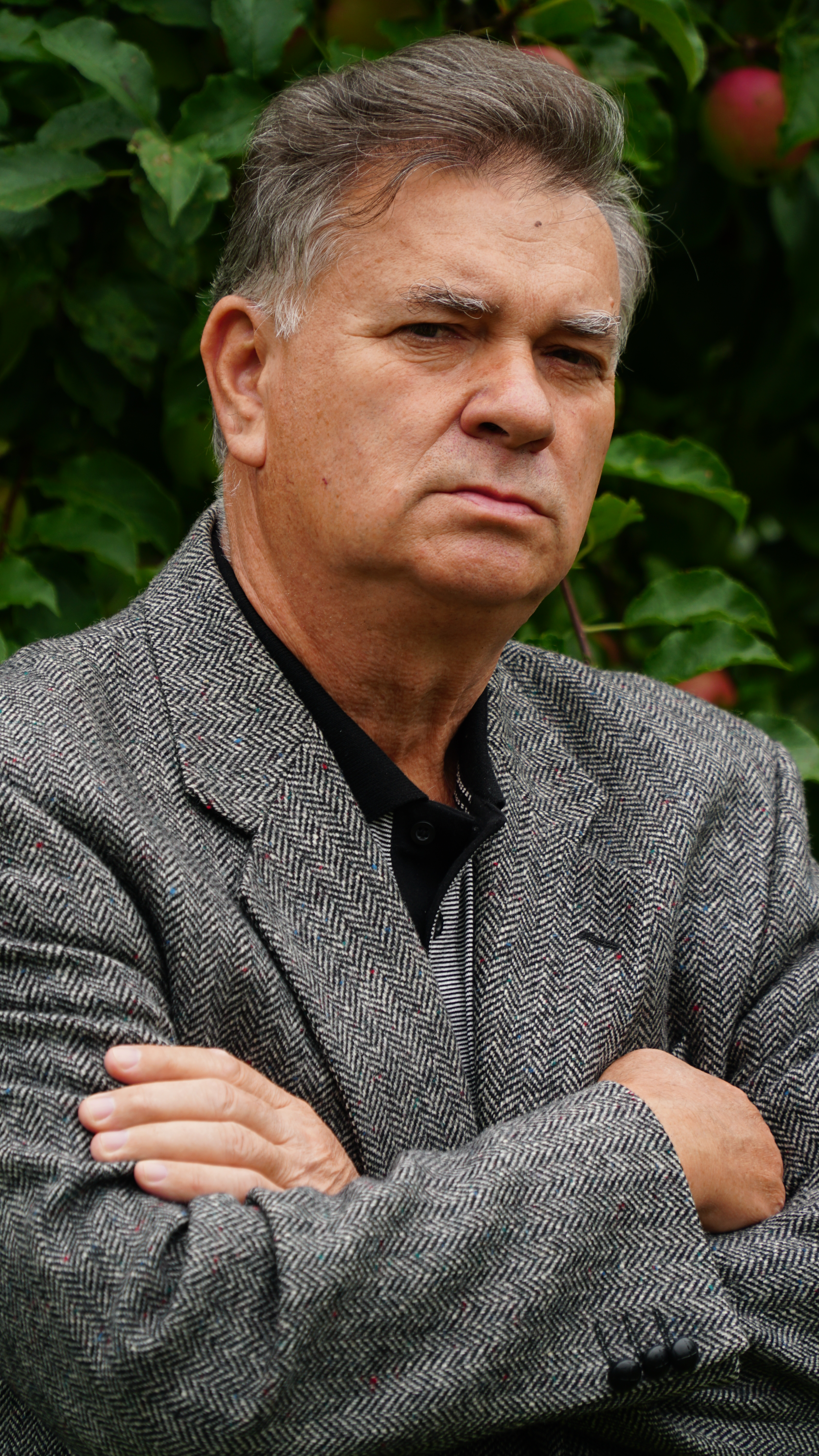
Jerzy Stachurski

Jerzy Stachurski (ur. 9 marca 1953 w Gdańsku) – polski kompozytor, poeta, dziennikarz, pedagog.

## Rodzina
Urodził się jako najstarszy z trzech synów pochodzącego z Krakowa Stefana Stachurskiego i Stanisławy Wiśniewskiej, Kaszubki z Kłosowa. Ojciec Jerzego zamieszkał na Wybrzeżu po odbyciu trzyletniej zasadniczej służby wojskowej w Marynarce Wojennej, podjął pracę w Stoczni Gdańskiej na Wydziale Prób. Rodzina mieszkała na gdańskich Siedlcach.

## Wykształcenie
Absolwent Wydziału Wychowania Muzycznego w Państwowej Szkole Muzycznej II st. w Gdańsku-Wrzeszczu (1976). Potem kontynuował studia muzyczne w Państwowej Wyższej Szkole Muzycznej w Gdańsku, którą ukończył w 1980 roku (Wydział Wychowania Muzycznego). Jest absolwentem Uniwersytetu Gdańskiego (1997). Ukończył również studia podyplomowe w Wyższej Szkole Dziennikarstwa w Gdyni (2003) oraz na Politechnice Gdańskiej – Prawo i Fundusze Unii Europejskiej (2008).

## Działalność artystyczna
Twórczość muzyczna
Jako kompozytor zadebiutował w 1968 roku ilustracją muzyczną do sztuki Moliera Grzegorz Dyndała (Teatr Ulicy). Następnie napisał muzykę do kilkunastu spektakli poetyckich opartych na twórczości F.Fenikowskiego, K.I.Gałczyńskiego, H.Poświatowskiej i S.Jesienina. W latach 1973–1975, wspólnie z M.D.Nierzwickim, tworzył kabaret autorski W każdą dziurę.
Jest autorem muzyki do ponad 156 przedstawień teatralnych, które były wykonywane w kraju i za granicą, m.in. w Wielkiej Brytanii, Meksyku, Rosji (dwa przedstawienia w Teatrze Obrazcowa w Moskwie), Hiszpanii, Finlandii, Pakistanie, Niemczech.
Jest autorem i współautorem przedstawień Ulica Wyobraźni (1990), Chodzi, chodzi Baj po świecie (1987), Gwiazdy, gwiżdże, muzykanci... oraz Księżyc nad Colorado (1992).
Twórczość muzyczna Stachurskiego pozostaje w ścisłym związku z uprawianą przez niego twórczością poetycką. Obejmuje ona szereg gatunków, z których najliczniej reprezentowane są pieśń i piosenka, do słów własnych:
- Bez szkólnégo zwónka – cykl kaszubskich piosenek dla dzieci
- Gwiôzdka jidze – kolędy
- Pastorałki kaszubskie (PR 1998–2000)
- Pieśni wielkopostne do słów: E.Pryczkowskiego, I.Czai, B.Szymańskiej, J.Rompskiego, B.Bulczak (PR 1999)
- Piesnie Rodny Zemi – cykl piosenek dla dzieci (CD 2003).

Formy wokalno-instrumentalne:
- Jastrë – poemat sceniczny na lëdzy i muzykantów (1992),
- Przodkowo – opowieść na głosy i instrumenty (1991),
- Pusta Noc – misterium sceniczne z muzyka Cezarego Paciorka (2018),
- Pomieczyno in memoriam – scenariusz, muzyka (2020).

Twórczość literacka
Jako poeta zadebiutował w Polskim Radiu Gdańsk w 1973 roku. Potem jego wiersze ukazały się w dwutygodniku studenckim Nowym Medyku, w Tygodniku Kulturalnym i w miesięczniku Pomerania.
W 1976 roku został współzałożycielem Klubu Literackiego Strefy, w którym współredagował arkusze poetyckie początkujących poetów. W latach 1981–85 prowadził cykle koncertów w Wojewódzkim Ośrodku Kultury w Gdańsku pt. Folklor i region w muzyce polskiej; był inicjatorem Sesji Naukowej pt. Kociewie w muzyce (1982) oraz przygotował do druku opracowania twórczości regionalnej (głównie kaszubskiej).
Jako dziennikarz prasy lokalnej (Tygodnik Szwajcarii Kaszubskiej – Gazeta Kartuska, Głos Kaszub, Kurier Kartuski) początkowo publikował pod pseudonimem Jan Wiśniewski a od 1993 roku jako Wojciech Kreft. Jego zainteresowania dziennikarskie skupiały się na dokumentacji życia codziennego mieszkańców gminy Przodkowo, na wydarzeniach kulturalnych oraz działalności placówek oświatowych w regionie pomorskim.
Jest autorem tomików poezji w języku polskim i kaszubskim:
- Të pokazëją na mnie (1980)
- Droga (1984)[4]
- Gwiazdki (1985)[5]
- Procesje (1997)[6]
- Naczynia połączone mowy. Sparłãczoné statczi mòwë (2005)[7]
- Lustro rzeki (2015)[8]

Do poezji Stachurskiego powstały cykle pieśni z muzyką Kazimierza Guzowskiego, Krzysztofa Olczaka, Benedykta Konowalskiego, Józefa Świdra, Kazimierza Koszykowskiego oraz Andrzeja Wawrykowa.

## Publikacje muzyczne
Piosenki autorskie i muzyka do spektakli poetyckich ukazały się w zbiorach:
- Przemijanie (1975)
- Poezje śpiewane (1975)
- Świat nas zaprasza (1981)

Piosenki dla dzieci z muzyką Kazimierza Koszykowskiego w zbiorach:
- Zaczarowany świat (1983)
- Pod słonecznym parasolem (1984)
- Nutka po nutce (1985)
- Radość jest słoneczną mapą (1986)
- Kiedy zagrasz i zaśpiewasz (1989)
- Nie odchodź słoneczny dniu (1994)
- Piesnie Rodny Zemi (współautorzy: T.Fopke, E.Pryczkowski) (2003)
- Dlô Was Panie”. Kòscelny spiéwnik (2006)
- Nótë Kaszëbsczé. Pòpùlarné piesnie (2008)

Jest współautorem tekstów do widowiska plenerowego – światło i dźwięk Wejheropolis z muzyką  Cezarego Paciorka (2008) oraz współautorem muzyki do Oratorium Sianowskiego (2009). Jest także współautorem następujących zbiorów:
- Mòdłów zwón. Śpiewnik Kaszubskiej Pielgrzymki z Banina do Sianowa (2013),
- Kaszubski śpiewnik domowy, red. W. Frankowska (2014),
- Serce miec, Eugeniusz Pryczkowski – słowa i Jerzy Stachurski – muzyka, śpiewnik, 2015,
- Kaszubski Śpiewnik Bożonarodzeniowy, red. W. Frankowska (2015),
- Kaszubski śpiewnik szkolny, red. W. Frankowska (2016),
- Pieśni kaszubskie w opracowaniu Marzeny Graczyk na 3-głosowy chór (2018),
- Kaszebsczi Piestrzeń, zbiór pieśni kaszubskich w opracowaniu chóralnym Tadeusza Formeli (2018).

## Nagrody i odznaczenia
Za działalność twórczą i pedagogiczną:
- Skra Ormuzdowa (1992)[10] – nagroda miesięcznika kulturalnego Pomorania,
- Medal Stolema (1993)[11] – przyznany przez Klub Studencki Pomorania Zrzeszenie Kaszubsko-Pomorskie za pomnażenie dorobku kulturalnego Pomorza,
- Medal za upowszechnianie muzyki (1996),
- Medal im. Antoniego Abrahama ”Srebrna tabakiera Abrahama” (2004) )[12] – przyznany przez gdyński oddział Zrzeszenia Kaszubsko-Pomorskiego za promowanie kultury regionu pomorskiego i kaszubszczyzny,
- Pomorska Nagroda Artystyczna (2005)[13] – najważniejsza nagroda Samorządu Województwa Pomorskiego skierowana do środowiska artystycznego Województwa Pomorskiego,
- Medal Komisji Edukacji Narodowej (2009) – nadany przez Ministra Edukacji Narodowej za szczególne zasługi dla oświaty i wychowania.
- Złoty Krzyż Zasługi (2015),
- Pomorska Nagroda Literacka „Wiatr od morza” za rok 2023 (2024)[14].

## Inne formy działalności
W 1978 roku był inicjatorem Konkursu Poetyckiego o tematyce morskiej oraz Konkursu na wiersz o budowie żaglowca „Dar Młodzieży".
Zasiadał w jury konkursów związanych z twórczością regionalną.
Był kierownikiem muzycznym i korepetytorem w Miejskim Teatrze „Miniatura” w Gdańsku-Wrzeszczu w latach 1990-2014, dyrektorem Szkoły Podstawowej im. Jana Pawła II w Czeczewie w latach 1992-2019.
Jest członkiem Związku Literatów Polskich oraz Związku Autorów i Kompozytorów Scenicznych (ZAiKS).

## Dyskografia
Kasety magnetofonowe:
- Bez szkólnégo zwónka (1992)
- Gwiôzdka jidze (1992)
- Jadą z koladą (GOK Sierakowice, 1998)

Płyty CD:
- I've got a Friend (2003)
- Piesnie Rodny Zemi (2003)
- Kaszëbi na Gòdë (2003)
- Më jesmë młodi (2004)
- Bògù spiéwac chca (2004)
- Kaszëbi na Gòdë II (2005)
- Le żecé biegô (2006)
- Cządów rokù farwë (2007)
- Òd se cos dac (2008)
- Kaszëbsczi Idol (2008)
- Oratorium Sianowskie (2009)
- Wëcmanim, Panie (2009)
- Kaszëbsczi Idol (2009)
- Piosenki uczniów Zespołu Szkół w Czeczewie (2005-2009)
- Antologia piosenki kaszubskiej (2010)
- Piakné Kaszëbë (2010)
- Cél daleczi (2010)
- Wiedno Kaszëbë (Banino 2012)
- Dwie stegnë (Banino 2017)
- Mój tusk (Banino 2018)
- Żegnôj swiat całi (2019)
- „Kaszubskie pieśni religijne” (2020)